# Mike Perry (kampsportare)
För andra betydelser, se Mike Perry.
Michael Joseph Perry, född 15 september 1991 i Flint, är en amerikansk MMA-utövare som sedan 2016 tävlar i organisationen Ultimate Fighting Championship.